# Atyrá
Atyrá ist eine Stadt im Departamento Cordillera mit etwa 18.000 Einwohnern, 65 km von Asunción gelegen. Sie wurde 1538 von Domingo Martínez de Irala gegründet und gilt als die sauberste Stadt in Paraguay.

## Klima
Die kältesten Monate sind Juni bis Juli mit einer Mitteltemperatur von 17,6 °C, die wärmsten Monate sind Dezember bis Februar mit einer Mitteltemperatur von 26,5 °C. Der geringste Niederschlag fällt von Juni bis August mit 48–71 mm, der meiste von Dezember bis Februar mit 138–161 mm.

## Wirtschaft
Der Hauptwirtschaftszweig der Stadt ist die handwerkliche Lederverarbeitung. Diese Handwerkskunst hat eine lange Tradition und geht auf die Franziskaner-Missionare des 16. Jahrhunderts zurück, die den Ureinwohnern dieses Können beigebracht haben.  Jährlich findet eine große Ledermesse statt – die Expo Cuero Atyrá. Daneben gibt es Sägewerke und Fabriken zur Herstellung von Kokosöl.
Die Stadt hat sich beworben, im Jahr 2019 in das „Netz der kreativen Städte“ der Kategorie Kunsthandwerk und Volkskunst der Unesco aufgenommen zu werden.

## Sauberste Stadt in Paraguay
Atyrá wird seit vielen Jahren als die sauberste Stadt des Landes bezeichnet. Es begann 1991 mit der Wahl von Feliciano Martínez zum Bürgermeister. Davor hatte sie den Ruf, zu den schmutzigsten Städten Paraguays zu gehören. Die Straßenränder waren voller Müll, niemand wollte in der Stadt leben. Komiker machten sich über den Ort lustig mit Sätzen wie: „Wenn Sie Unkraut und Kuhfladen finden wollen, fahren Sie nach Atyrá!“
Der neue Bürgermeister führte für jedes Stadtviertel die Selbstverwaltung und Sauberkeitswettbewerbe ein. So entstand bei den Einwohnern ein Konkurrenzgeist, ihr Viertel sauber zu halten, der nach einigen Jahren zu einer Gewohnheit wurde und sich in der gesamten Stadt verbreitete.  Atyrá wurde immer attraktiver und immer mehr Menschen zogen in die Stadt. Im Jahr 1996 wurde sie von der Weltgesundheitsorganisation zur „Ersten gesunden Stadt Paraguays“ (Primera Ciudad Saludable del Paraguay) erklärt.
Auch sein Nachfolger, Bürgermeister Juan Matto, führte diese Politik fort. Von den 30 Angestellten, die in der Stadtverwaltung beschäftigt sind, arbeiten 10 in der Straßenreinigung. Außerdem müssen alle Schüler der Stadt täglich um 9.30 Uhr in kleinen Gruppen mit Müllsäcken in der Hand ihr Schulgelände sauber halten und dabei auch auf die Mülltrennung achten. Es ist in der Stadt sogar verboten, Bonbonpapier auf die Erde zu werfen. Zu den Wahlen Wahlplakate an Straßenlaternen, Bäumen oder  Wänden anzubringen, ist ebenfalls nicht gestattet, da dies laut Stadtverordnung eine visuelle Umweltverschmutzung darstellt.

## Kloster Marianela
Das 7000 m² umfassende Kloster am grünen Stadtrand von Atyrá ist die Replik eines mittelalterlichen Klosters. Es wurde nach einem architektonischen Design des italienischen Paters Attilio Cordioli der „Kongregation des Heiligsten Erlösers“ errichtet und 2008 fertiggestellt. Er hatte den Standort Atyrá aufgrund seiner schönen Landschaft und Natur für das Projekt ausgewählt. Das Kloster ist mit zahlreichen Kunstwerken und Wandmalereien paraguayischer und internationaler Künstler geschmückt,  jede Holztür der 93 Zimmer wurde unterschiedlich verziert. Auf dem 58 ha großen Grundstück mit Obst- und Gemüsegarten sowie Vieh wird eine weitgehende Selbstversorgungswirtschaft betrieben. Es steht für Besucher offen und bietet Übernachtungsmöglichkeiten in Doppelzimmern.

## Rallye Dakar 2017
Ein besonderes Ereignis für die Einwohner war der Start der Rallye Dakar am 2. Januar 2017, der zeitgleich in Asunción und Atyrá stattfand. 50.000 Besucher säumten die Straßen der Stadt. Bürgermeister Matto ließ an die Zuschauer ökologische Plastiktüten für deren Abfälle verteilen. Es wurde vom Veranstalter jedoch versäumt, genügend Toiletten aufzustellen. Die Kunsthandwerker meldeten schon zu Anfang den Ausverkauf ihrer Waren.